# Cimetière ancien d'Asnières-sur-Seine
Le cimetière ancien d'Asnières-sur-Seine est un cimetière communal se trouvant rue du Ménil à Asnières-sur-Seine, dans les Hauts-de-Seine.

## Historique
Le cimetière de la rue du Ménil est chronologiquement le troisième d'Asnières-sur-Seine. Le premier était établi autour de l'église Sainte-Geneviève depuis des temps immémoriaux. En 1808, il fut déplacé avenue d'Argenteuil dans un nouveau cimetière.
Le premier achat de terrain destiné à ce cimetière eut lieu en 1858. Il ouvrit en 1862. Il sera agrandi en 1882 jusqu'à la rue des Bas, puis à plusieurs reprises au XXe siècle : en 1922 pour la création du carré militaire de cent-soixante-deux tombes, puis côté nord en 1942 sur un terrain maraîcher, et enfin au sud en 1950.
Il est desservi par l'église Saint-Joseph-des-Quatre-Routes, dans la même rue.

## Personnalités
Par dates de naissance :
- l'homme politique Pierre Durand (1812-1881), maire d'Asnières de 1848 à 1878 (avec son beau-frère Auguste Bailly, maire de Courbevoie de 1878 à 1888) - une rue d'Asnières porte son nom ;
- l'industriel Louis Vuitton (1821-1892) et des membres de sa famille ;
- l'homme politique Auguste Bailly (1826-1900), maire de Courbevoie de 1878 à 1888 (avec son beau-frère Pierre Durand, maire d'Asnières de 1848 à 1878) - une rue de Courbevoie porte son nom ;
- le peintre Eugène Claude (1841-1923)[5] ;
- l'illustrateur Achille Lemot (1846-1909) ;
- le dessinateur Christophe (1856-1945) ;
- les acteurs Armand Numès (1857-1933) et André (1896-1972) ;
- l'acteur et réalisateur Léon Mathot (1885-1968) ;
- le conseiller municipal Gilbert Thomain (1889-1932), pilote d'essai mort pour la France - il a donné son nom au square Gilbert-Thomain ;
- l'antiquaire Yvonne de Bremond d'Ars (1894-1976)[6] ;
- le soldat Auguste Thin (1899-1982), choisi le 10 novembre 1920 pour désigner le cercueil du Soldat inconnu[7] ;
- l'acteur Paul Demange (1901-1983) ;
- l'acteur Paul Azaïs (1902-1974), fondateur de l'association La roue tourne ;
- l'acteur Alfred Adam (1908-1982) ;
- l’écrivain Jean Lescure (1912-2005) ;
- l'actrice et chanteuse Suzy Delair (1917-2020) ;
- le journaliste, écrivain et académicien Jacques Laurent-Cély (1919-2000) ;
- le chef de chœur Jean Amoureux (1925-2009)[8] ;
- les artistes de cirque Bidel-Rancy[9] qui demeuraient villa des Roses, dans la rue de la Comète toute proche.

Des corps de victimes de la guerre de 1870 ont été rassemblés en 1876 dans une tombe militaire entretenue par Le Souvenir français.

## Galerie de photographies

Illustrations
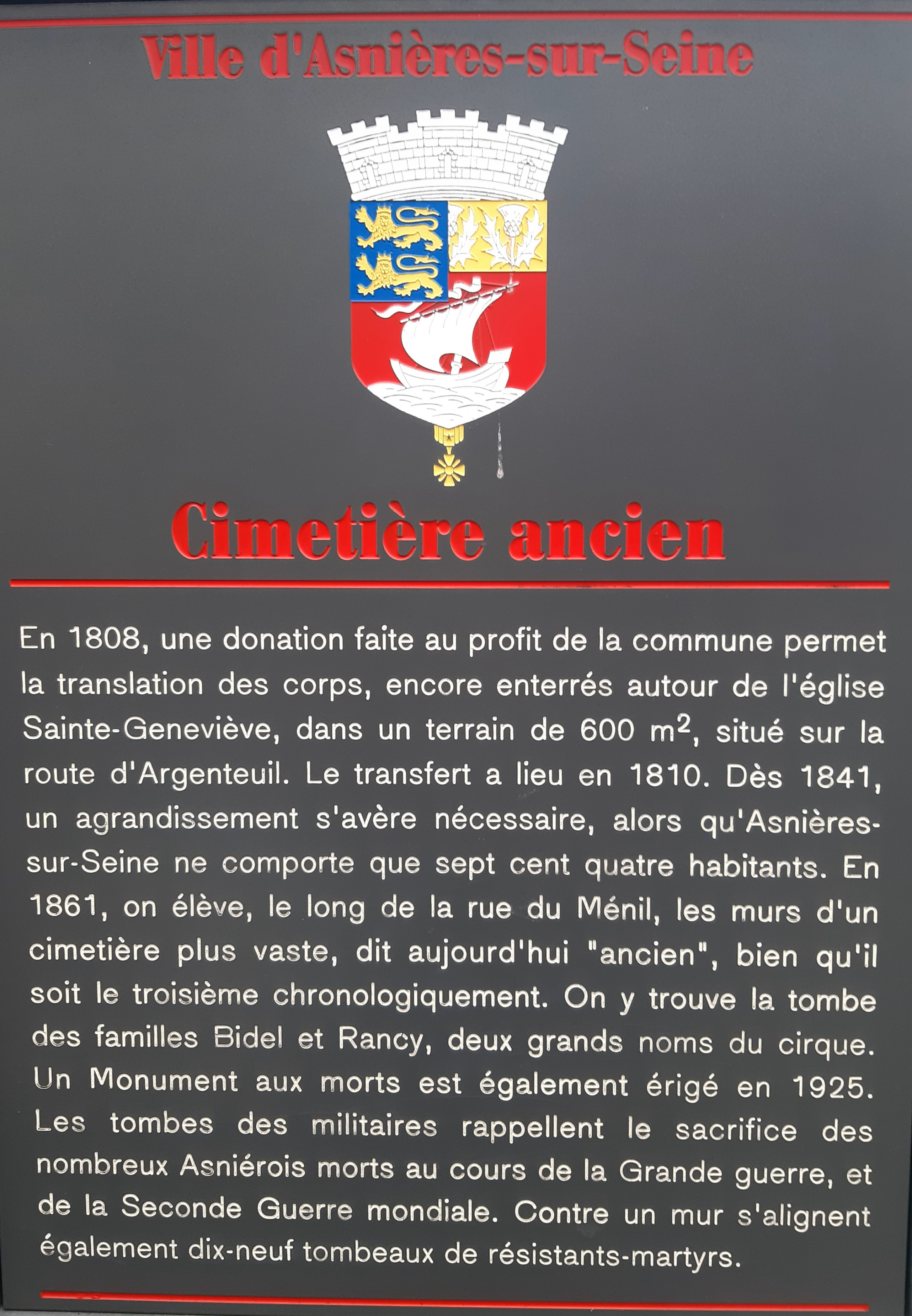
Plaque d'entrée.
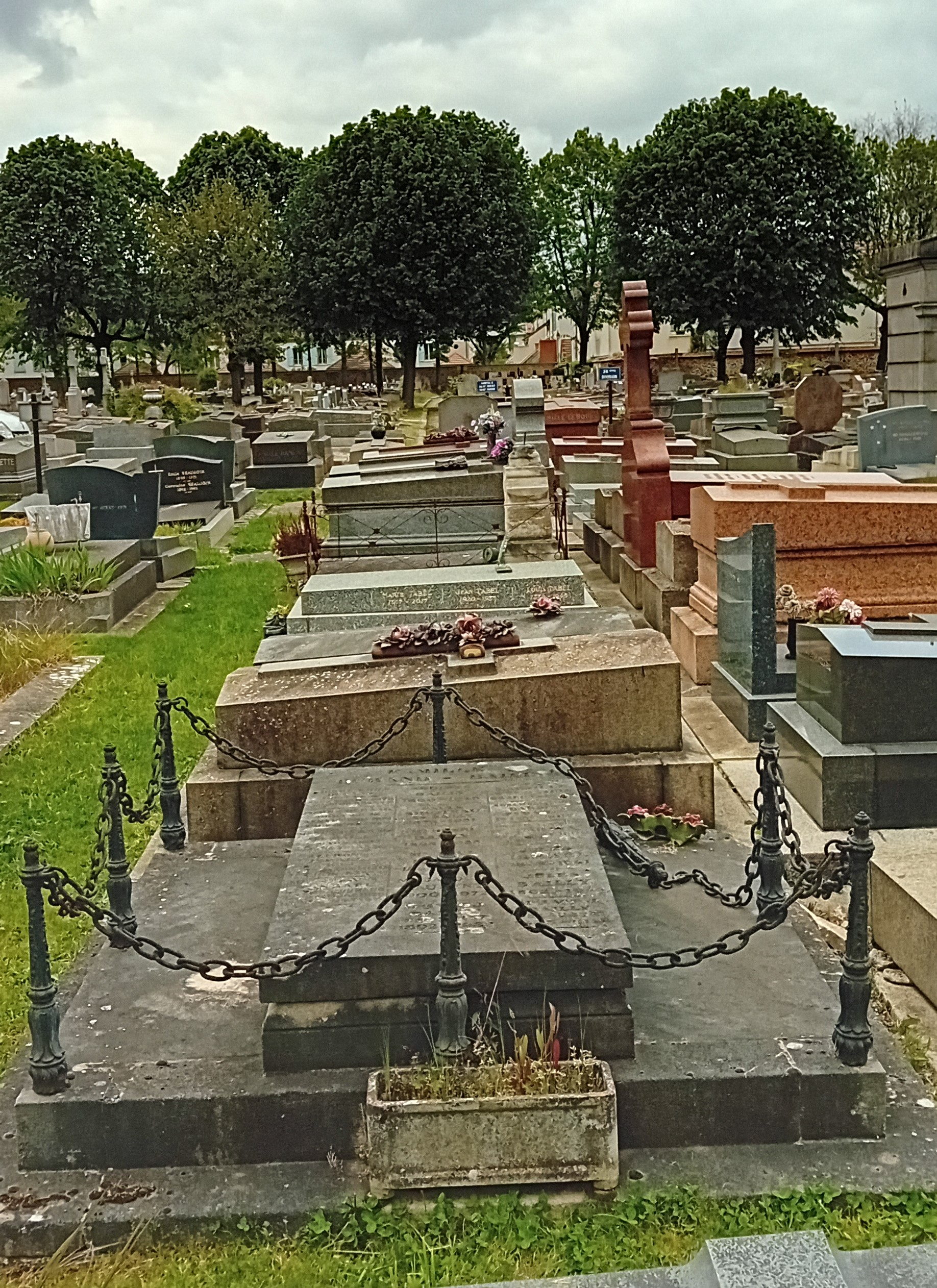
Tombe Durand-Bailly.
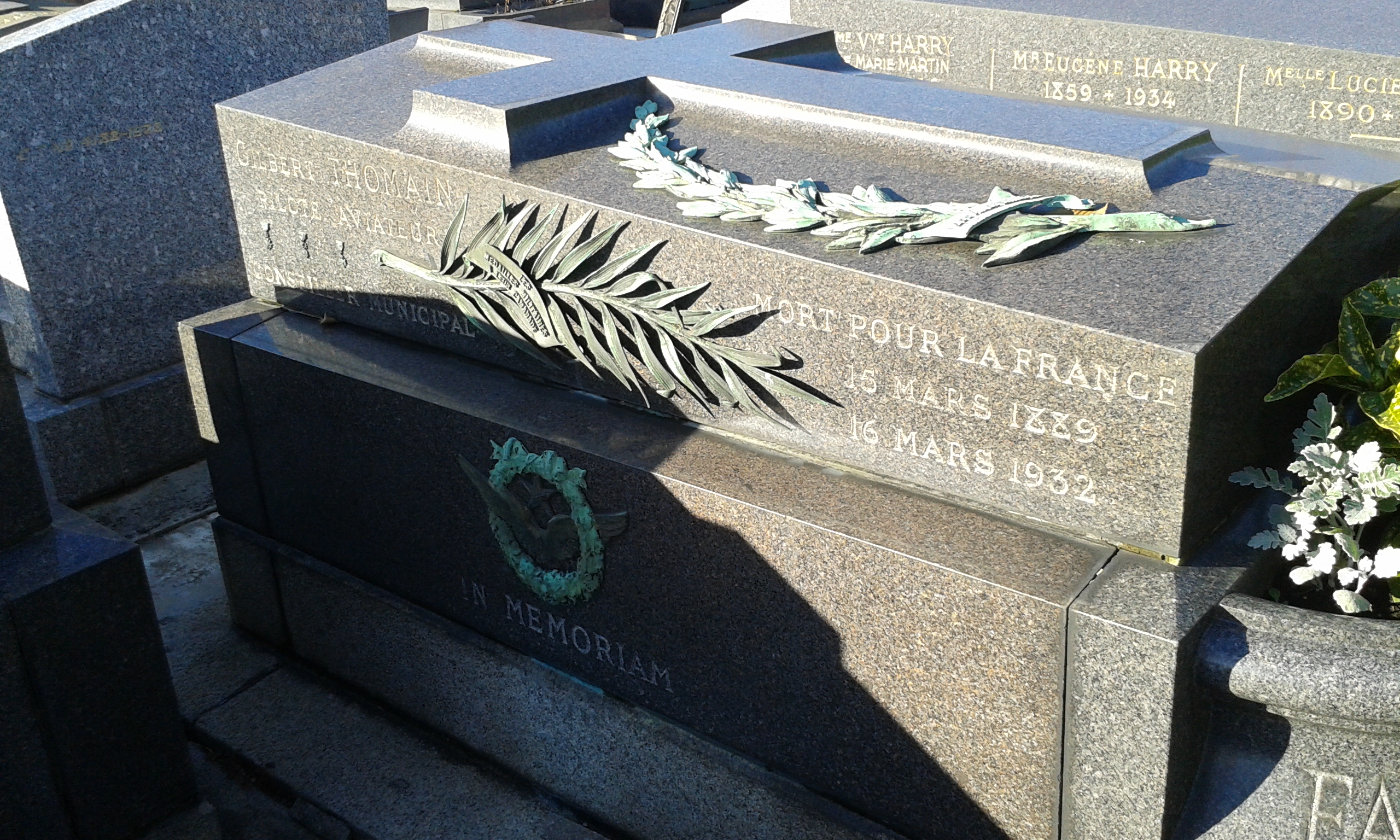
Tombe de Gilbert Thomain.
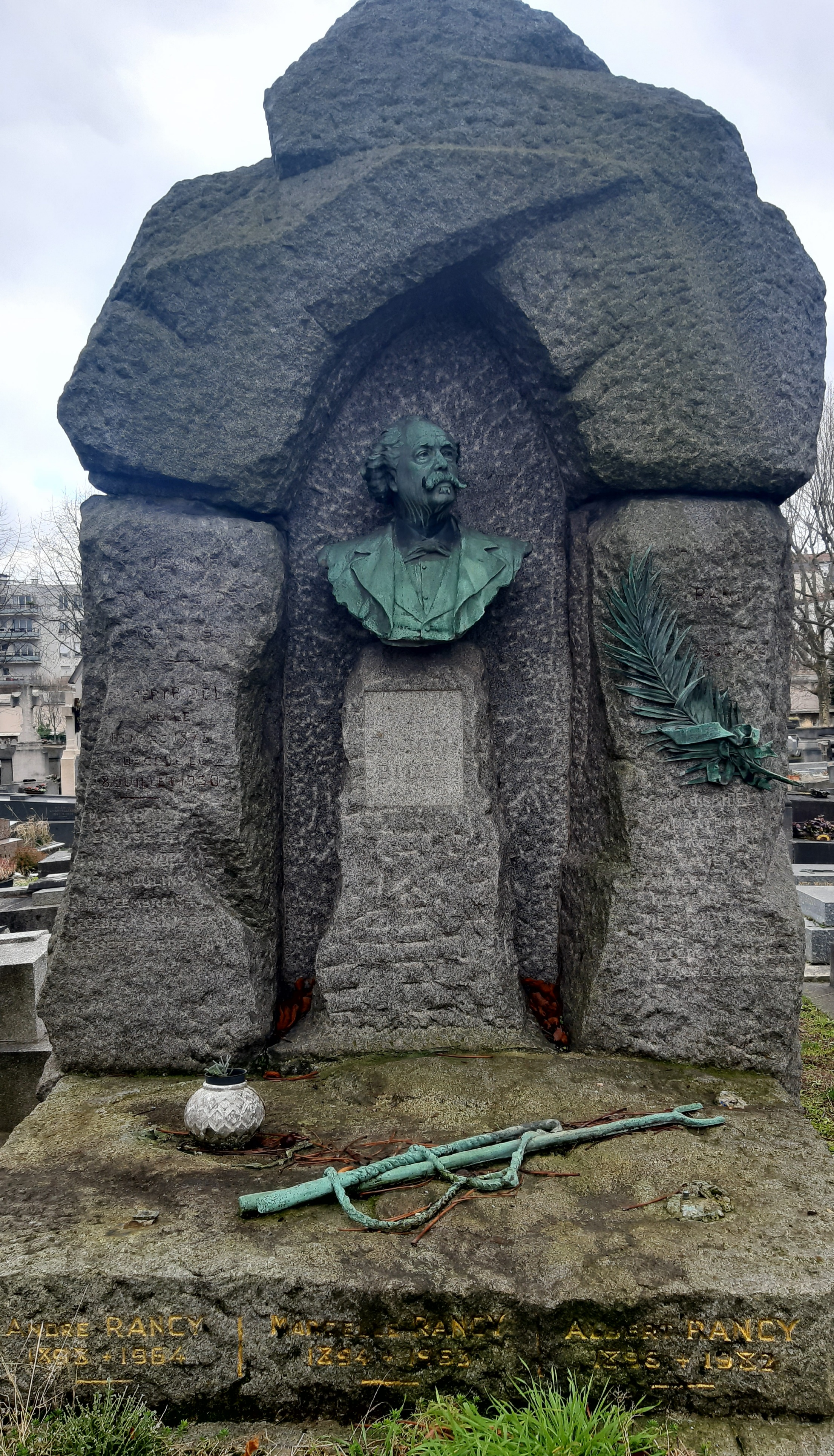
Tombe Bidel-Rancy.
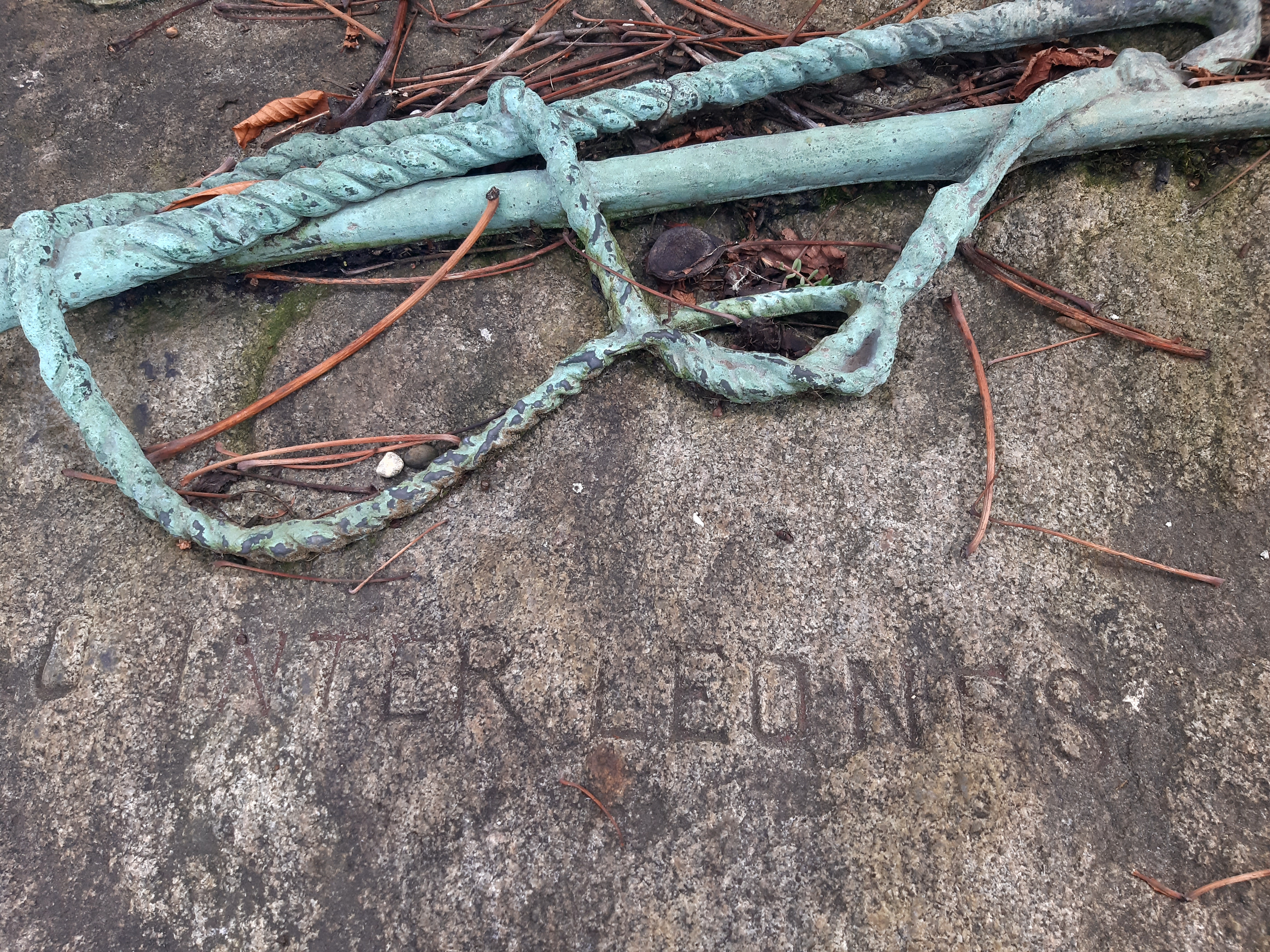
Tombe Bidel-Rancy (devise des Rancy).
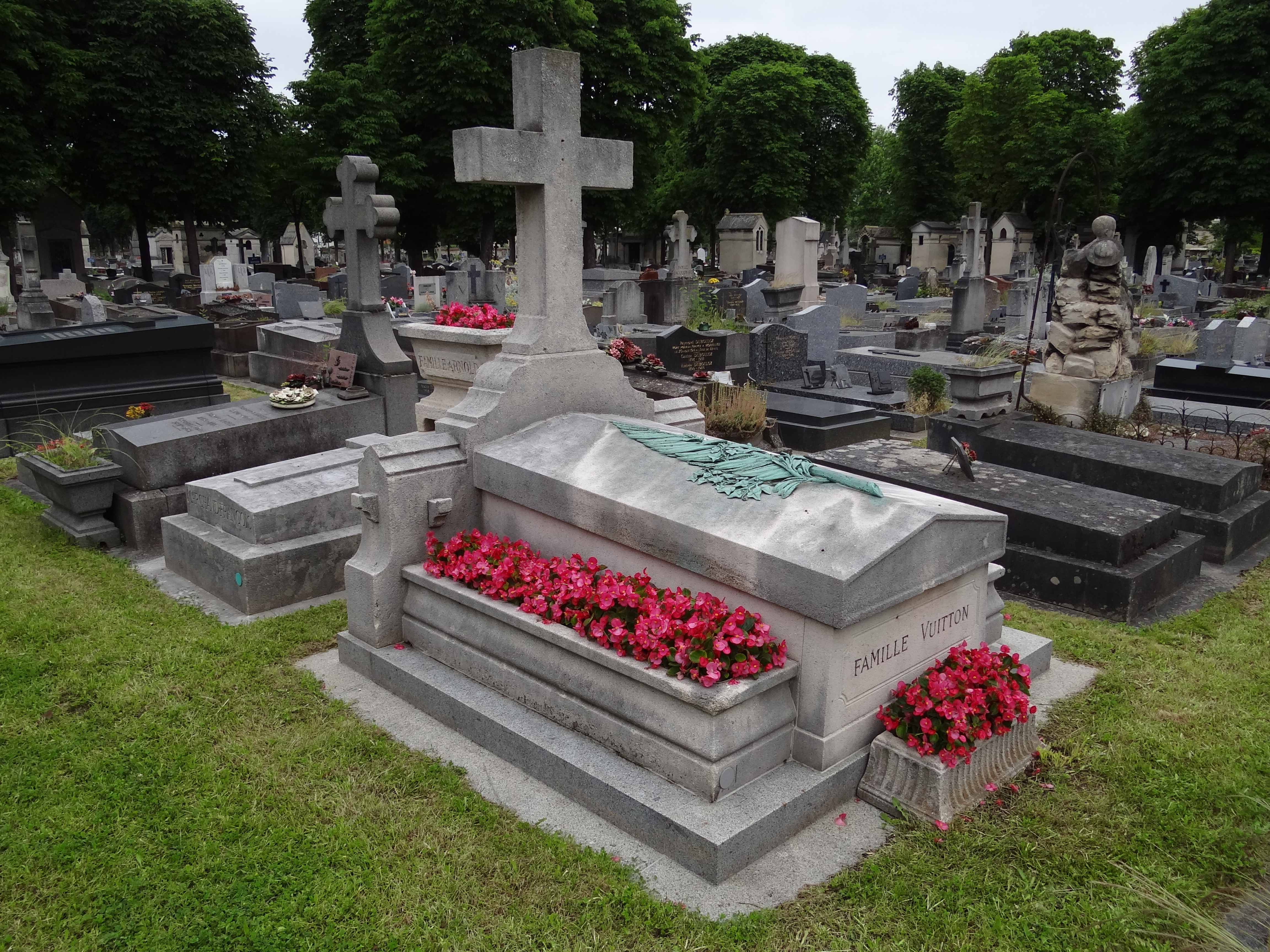
Tombe de Louis Vuitton.
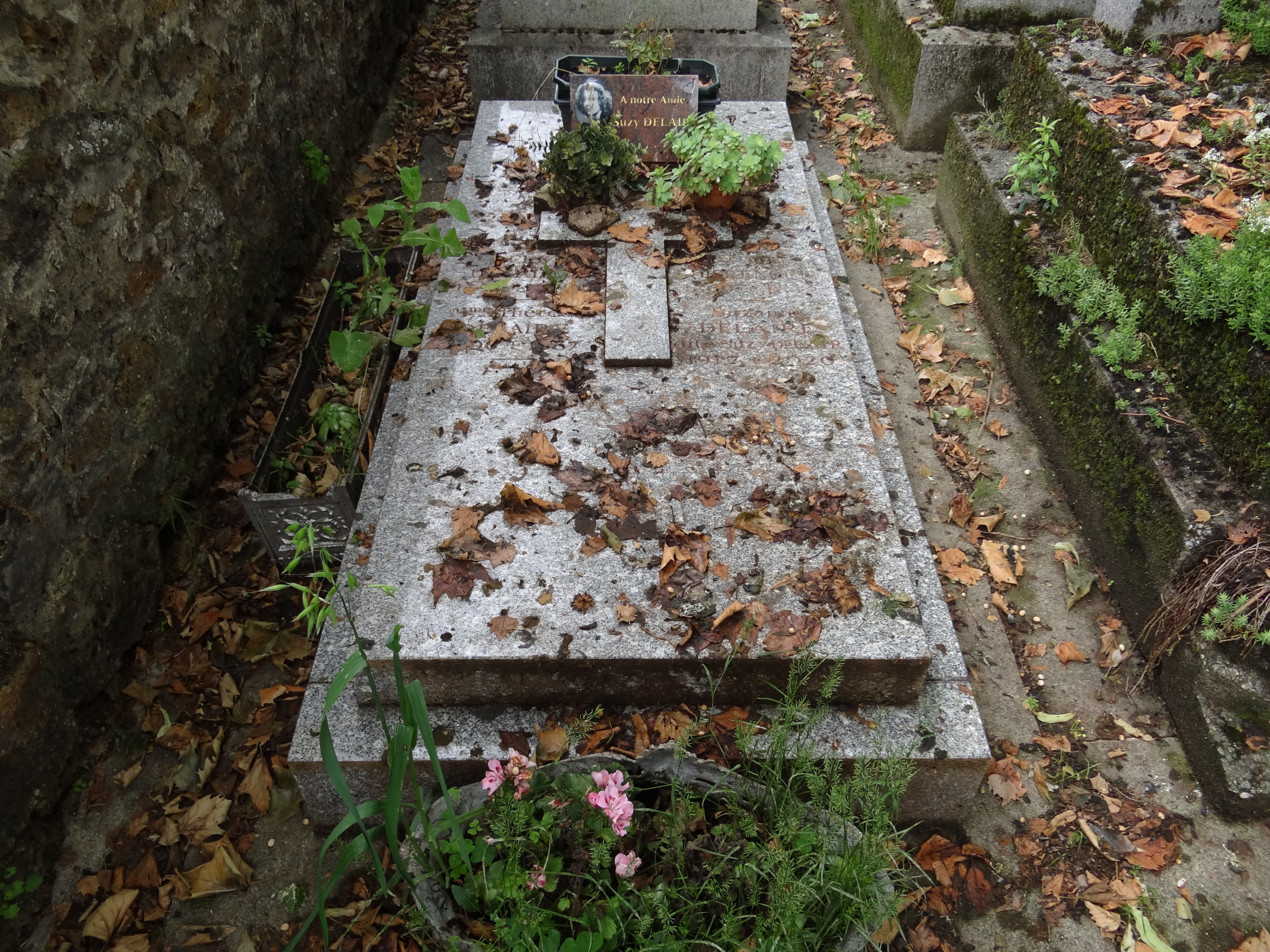
Tombe de Suzy Delair.
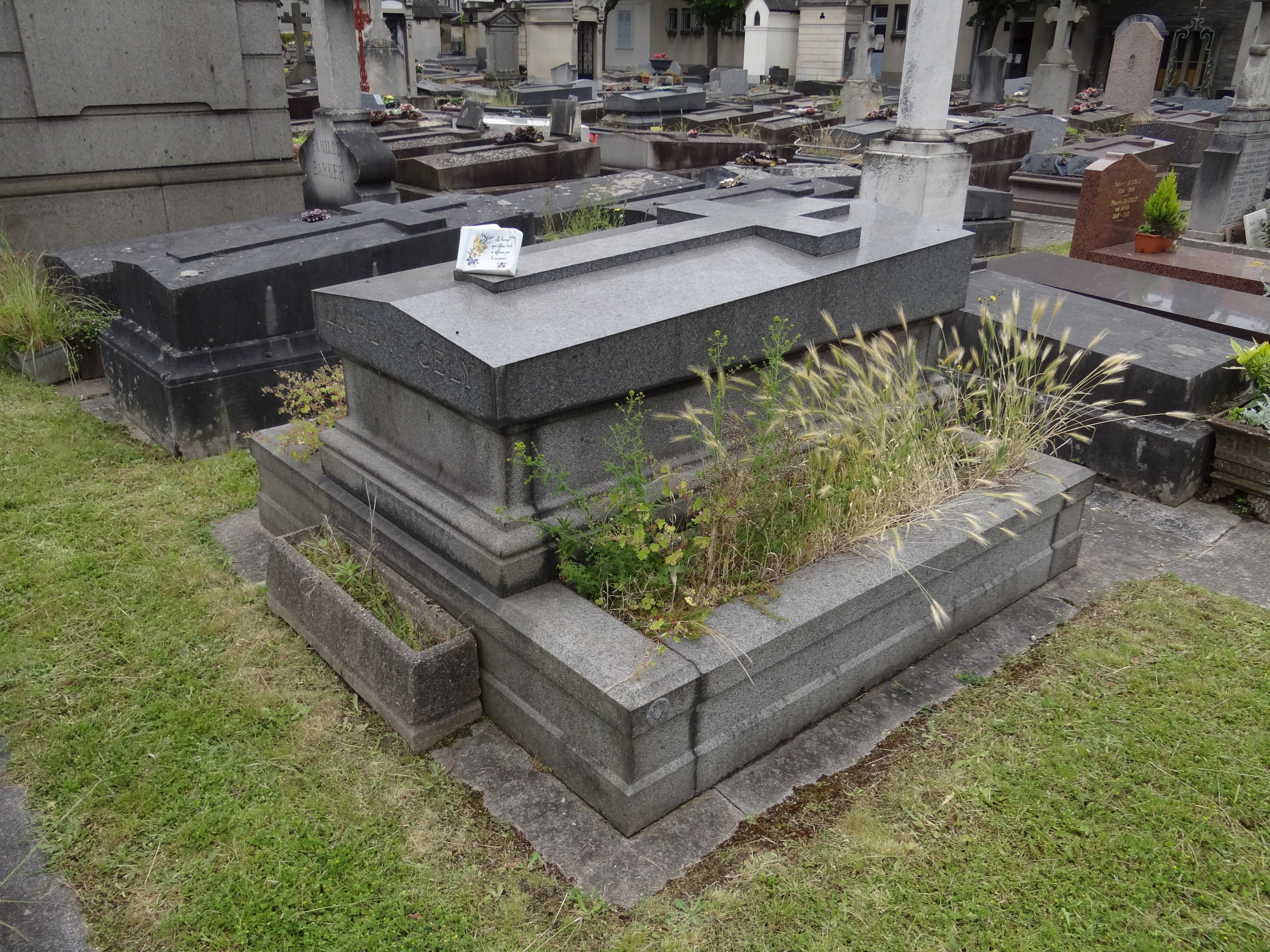
Tombe de Jacques Laurent.